# Linux (prací prášek)

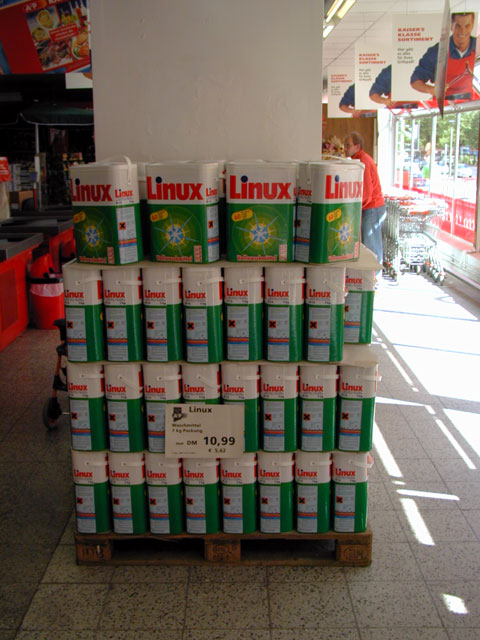
Krabice pracího prášku Linux v supermarketu

Linux Vollwaschmittel (Prací prášek Linux) je jednou ze značek pracího prášku vyráběného švýcarskou firmou Rösch. Je známý v německy mluvících zemích.
Protože je jeho jméno shodné s názvem jádra operačního systému Linux, stal se terčem kritiky, nicméně takovéto užití jména není porušením ochranné známky, kterou drží Linus Torvalds na linuxové jádro. Továrna na výrobu tohoto prášku nemá s linuxovým jádrem nic společného, vyjma toho, že firemní web běží na serveru založeném na Linuxu.[zdroj?]